# Pagadian
Pagadian City ist eine Stadt der zweiten Einkommenskategorie in der Provinz Zamboanga del Sur in den Philippinen. Sie ist die Hauptstadt dieser Provinz und das Bezirkszentrum des gesamten Bezirks IX, Zamboanga Peninsula.
Der Spitzname der Stadt lautet „Little Hong Kong of the South“ (Kleines Hongkong des Südens).
Pagadian City ist Sitz des Bistums Pagadian.

## Namensherkunft
Die ersten christlichen Siedler waren spanische Soldaten mit ihren Familien, die auf Dumagoc Island, einer in der Bucht von Illana vor der Küste des heutigen Pagadian City gelegenen Insel, stationiert waren. Da viele von ihnen an Malaria starben und die restlichen Menschen sich vor dieser und anderen Krankheiten fürchteten, bezeichnete man den Ort alsbald als „PANGADYE-AN“, einen Ort, „für den es zu beten galt“.
Eine andere Version hinsichtlich der Herkunft des Namens der Stadt spricht davon, dass eine aus Luzon kommende Gruppe von Siedlern den ihnen unbekannten Ort auf der Halbinsel Zamboanga erreichte. Dort trafen sie auf Einheimische und fragten diese nach dem Namen des Ortes. Diese verstanden aber kein Wort des ihnen unbekannten Dialektes. Nachdem die Ankömmlinge die Frage gestellt hatten, zeigten sie mit ihren Köpfen nach oben, wahrscheinlich um auf das vor ihnen liegende Land zu deuten. Da gerade eine Schar Vögel vorbeiflog, bezogen die Einheimischen die Frage auf den Schwarm über ihnen. Also nannten sie den Fremden den Namen der Vögel, „GAGADIAN“, was von diesen entweder nicht richtig verstanden wurde oder sich im Laufe der Zeit in Pagadian änderte.

## Geographie
Pagadian City liegt an der nordöstlichen Seite der Provinz Zamboanga del Sur. Umgeben ist sie von den Verwaltungsgemeinden Midsalip im Norden, Labandan im Nordwesten und Osten, Lakewood im Westen und Dumalinao im Südwesten. Im Süden liegt die Küstenlinie zur Bucht von Illana, einem Teil des Golfes von Moro.
Im Norden und Westen wird das Landschaftsbild durch hügelige, teils bergige Abschnitte geprägt. Der Mount Palpalan liegt mit seinen 209 m am Schnittpunkt zwischen der Straßenverbindung Lanao-Pagadian-Zamboanga City und der Gemeindegrenze von Dumalinao, westlich der Stadtgrenzen. Der Mount Begong nahe dem Baranggay La Suerte hat eine Gipfelhöhe von 235 m über dem Meeresspiegel, der Mount Pinukis ist 396 m hoch und der Mount Sugar Loaf Lison Valley ist mit 437 m die höchste Erhebung der Gegend.
Der Süden und Osten ist hingegen weitgehend eben und von landwirtschaftlicher Nutzung geprägt.
Im Stadtgebiet fließen vier Flüsse in die Bucht von Pagadian, einen Teil der Bucht von Illana: Der Balangasan River, der Gatas River, der Bulatoc River und der Tiguma River.
Ein weiterer Fluss, der Labangan River, fließt durch die ländlichen Gebiete und mündet direkt in die Bucht von Illana.

## Baranggays
Pagadian City ist politisch in 54 Baranggays unterteilt.
| - Alegria - Balangasan (Pob.) - Balintawak - Baloyboan - Banale - Bogo - Bomba - Buenavista - Bulatok - Bulawan - Dampalan - Danlugan - Dao - Datagan - Deborok - Ditoray - Dumagoc - Gatas (Pob.) | - Gubac - Gubang - Kagawasan - Kahayagan - Kalasan - Kawit - La Suerte - Lala - Lapidian - Lenienza - Lizon Valley - Lourdes - Lower Sibatang - Lumad - Lumbia - Macasing - Manga - Muricay | - Napolan - Palpalan - Pedulonan - Poloyagan - San Francisco (Pob.) - San Jose (Pob.) - San Pedro (Pob.) - Santa Lucia (Pob.) - Santa Maria - Santiago (Pob.) - Santo Niño - Tawagan Sur - Tiguma - Tuburan (Pob.) - Tulangan - Tulawas - Upper Sibatang - White Beach |

## Geschichte
Ursprünglich war Pagadian ein Barrio (Ortsteil) der Verwaltungsgemeinde Labangan, die der damaligen Provinz Zamboanga angehörte.
Am 23. März 1937 wurde der ehemalige Ortsteil mit dem Executive Order No. 77 zu einer eigenen Verwaltungsgemeinde umgewandelt.
Zu einer beurkundeten Stadt wurde Pagadian schließlich am 21. Juni 1969 mit dem Republic Act Nr. 5478, auch bekannt als Urkundenpapier der Stadt Pagadian.
Als die Provinz Zamboanga in zwei Provinzen, Zamboanga del Norte und Zamboanga del Sur, geteilt wurde, wurde Pagadian City am 17. September 1952 zur Hauptstadt der zweiten Provinz ernannt.
Bereits 1990, während der Amtszeit von Präsidentin Corazon Aquino, wurde angestrebt, das Verwaltungszentrum des Bezirks IX Zamboanga Peninsula von Zamboange City nach Pagadian zu verlegen, aber dieser Vorschlag konnte zu diesem Zeitpunkt nicht durchgesetzt werden. 2004 hingegen ordnete Präsidentin Gloria Arroyo an, alle Verwaltungsministerien nach Pagadian zu transferieren, mit Ausnahme des Büros für Tourismus, des Büros für Arbeit sowie des Büros für Handel und Industrie, die weiterhin in Zamboanga City verblieben.
Die Verlegung der Bezirksverwaltung nach Pagadian City, die möglicherweise zu dem Zweck durchgeführt wurde, die Stadt zu einem der wichtigsten Knotenpunkte im Süden der Philippinen zu machen, ist nicht unumstritten. Viele Leute in Zamboanga City glauben, die Verlegung sei nicht zuletzt eine Abstrafung dafür, dass man dort den letzten Präsidentschaftswahlkampf von Gloria Macapagal-Arroyo nicht unterstützte. Die Verlegung bleibt auch wegen der weitaus größeren Einwohnerzahl Zamboangas fragwürdig. Zudem verfügt Zamboanga auch über eine Fluganbindung nach Cebu, Manila und Malaysia. Zamboanga City ist außerdem ein bedeutender Wirtschafts- und Transportknotenpunkt West-Mindanaos.

## Sehenswürdigkeiten
Zu den Sehenswürdigkeiten zählen:
- White Beach
- Die Lison Valley Wasserfälle
- Ditoray Falls im Vorort Ditoray
- Der Mount Susung Dalaga im Vorort Lison Valley